# Demian (roman)
Demian is een roman van Hermann Hesse uit 1919, oorspronkelijk gepubliceerd onder het pseudoniem Emil Sinclair, in het Nederlands vertaald door M. en L. Coutinho en uitgebracht onder de titel 'Demian. De geschiedenis van Emil Sinclairs jeugd'.

## Samenvatting
Het boek beschrijft het leven van de jongeling Sinclair vanaf de prepuberteit tot ca. 25-jarige leeftijd, waarin hij van een verlegen en veiligheid zoekend kind, opgroeit tot iemand die vertrouwd is met mystiek. Al jong maakt Sinclair kennis met de vreemde, iets oudere maar veel wijzere Max Demian, die het teken van de Bijbelse figuur Kaïn draagt. Later blijkt ook Sinclair dit 'teken van anders zijn' te bezitten. Na vertrek uit de vertrouwde stad van zijn ouders komt Sinclair onder de invloed van een organist, Pistorius, die zich verdiept in allerhande oude mythologie. Terug in zijn geboortestad ontmoet Sinclair Demian opnieuw en maakt hij kennis met de moeder van Demian, Frau Eva, zijn grote liefde maar ook moederfiguur, die hij al vaak in zijn dromen had ontmoet. Sinclair is echter niet in staat haar liefde voldoende op te roepen. Het boek eindigt met een oorlog. Sinclair en Demian zijn zwaargewond en Demian neemt afscheid met een kus namens zijn moeder.